# Olympische Sommerspiele 1988/Teilnehmer (Indien)
| Gelbes Symbol für Goldmedaillen mit stilisierten Olympischen Ringen | Graues Symbol für Silbermedaillen mit stilisierten Olympischen Ringen | Braundes Symbol für Bronzemedaillen mit stilisierten Olympischen Ringen |
| ------------------------------------------------------------------- | --------------------------------------------------------------------- | ----------------------------------------------------------------------- |
| —                                                                   | —                                                                     | —                                                                       |

Indien nahm an den Olympischen Sommerspielen 1988 in Seoul, Südkorea, mit einer Delegation von 46 Sportlern (39 Männer und sieben Frauen) teil.

## Teilnehmer nach Sportarten

### Bogenschießen
- Sanjeev Singh
Einzel: 36. Platz
Mannschaft: 20. Platz

- Limba Ram
Einzel: 39. Platz
Mannschaft: 20. Platz

- Shyam Lal Meena
Einzel: 71. Platz
Mannschaft: 20. Platz

### Boxen
- Manoj Pingale
Fliegengewicht: 9. Platz

- Shahuraj Birajdar
Bantamgewicht: 9. Platz

- John Francis
Federgewicht: 17. Platz

### Gewichtheben
- Gurunathan Muthuswamy
Fliegengewicht: 11. Platz

- Raghavan Chanderasekaran
Fliegengewicht: 19. Platz

### Hockey
- Herrenteam
6. Platz

- Kader
Rajinder Singh Rawat
Pargat Singh
Ashok Kumar
Mohinder Pal Singh
Somaya Muttana Maneypandey
Vivek Singh
Sujit Kumar
Subramani Balada Kalaiah
Muhammad Shahid
Jude Sebastian
Balwinder Singh
Merwyn Fernandis
Thoiba Singh
Gundeep Kumar
Jagbir Singh
Mark Patterson

### Leichtathletik
- Mercy Kuttan-Mathews
Frauen, 400 Meter: Viertelfinale
Frauen, 4 × 400 Meter: Vorläufe

- Shiny Abraham-Wilson
Frauen, 800 Meter: Vorläufe
Frauen, 4 × 400 Meter: Vorläufe

- P. T. Usha
Frauen, 400 Meter Hürden: Vorläufe

- Vandana Rao
Frauen, 4 × 400 Meter: Vorläufe

- Vandana Shanbagh
Frauen, 4 × 400 Meter: Vorläufe

### Ringen
- Rajesh Kumar
Halbfliegengewicht, Freistil: Gruppenphase

- Kuldeep Singh
Fliegengewicht, Freistil: Gruppenphase

- Vinod Kumar
Bantamgewicht, Freistil: Gruppenphase

- Satyawan
Leichtgewicht, Freistil: Gruppenphase

- Naresh Kumar
Weltergewicht, Freistil: Gruppenphase

- Subhash Verma
Halbschwergewicht, Freistil: Gruppenphase

- Kartar Dhillon Singh
Schwergewicht, Freistil: Gruppenphase

### Schießen
- Soma Dutta
Frauen, Luftgewehr: 30. Platz
Frauen, Kleinkaliber, Dreistellungskampf: 23. Platz

### Schwimmen
- Khazan Singh Tokas
200 Meter Schmetterling: 28. Platz

### Segeln
- Farokh Tarapore
470er: 17. Platz

- Kelly Subbanand Rao
470er: 17. Platz

### Tennis
- Zeeshan Ali
Einzel: 17. Platz

- Vijay Amritraj
Einzel: 33. Platz
Doppel: 9. Platz

- Anand Amritraj
Doppel: 9. Platz

### Tischtennis
- Kamlesh Mehta
Einzel: 25. Platz
Doppel: 21. Platz

- Sujay Ghorpade
Einzel: 49. Platz
Doppel: 21. Platz

- Niyati Roy-Shah
Frauen, Einzel: 41. Platz